# Arthur Arz von Straussenburg
Freiherr Arthur Arz von Straussenburg, född 1857, död 1935, var en ledande militär i Österrike-Ungern under Första världskriget. Generalstabschef 1917-1918.

## Framgång
Kännetecknade för Arz von Straussenburg var hans snabba klättring på karriärstegen, samt att han var framgångsrik i sitt handlande, något som var ovanligt för befälhavare i Österrike-Ungern.
När första världskriget bröt ut i augusti 1914 fick Arz von Straussenburg befälet över en armékår inom femte armén, med uppgifter på östfronten. Han skapade sig ett gott rykte med sina framgångar i samband med centralmakternas offensiv i Ryssland, maj-juni 1915.
1916 fick han befälet över den första armén och ledde denna till seger i fälttåget mot Rumänien. 
Den 1 mars 1917 sparkade den nyinsatta kejsaren Karl I generalstabschefen Conrad von Hötzendorf och satte in Arz von Straussenburg på posten. Det var emellertid för sent för honom att kunna få den splittrade österrike-ungerska armén på rätt köl. Han hade dock några framgångar som till exempel Kerenskijoffensiven juli 1917 och delaktigheten i Slaget vid Caporetto, oktober-november 1917.

## Misslyckande
Sommaren 1918 valde Österrike-Ungern att gå till attack på den italienska fronten. Det skulle bli känt som slaget vid Piave. Förutsättningarna var dåliga. Fronten var uppdelad mellan två befälhavare - Svetozar Borojević von Bojna och den före detta generalstabschefen Conrad von Hötzendorf, och dessa män var rivaler som agiterade för att avgörandet skulle ske på deras respektive frontavsnitt. Arz lyckades inte avgöra tvisten. Detta medförde att offensiven blev en slags kompromiss med flera anfall och mål, dömd att misslyckas från början och det gjorde den också. Förutom det så blev en armé med usel moral ännu sämre - endast ett fingerknäpp skulle störta den och det var också detta som hände senare när italienarna krossade Österrike-Ungern en gång för alla i slaget vid Vittorio Veneto.
Arz von Straussenburg skulle efter kriget dra sig tillbaka från rampljuset och levde ett tillbakadrivet liv till sin död 1935.